# Римське скло

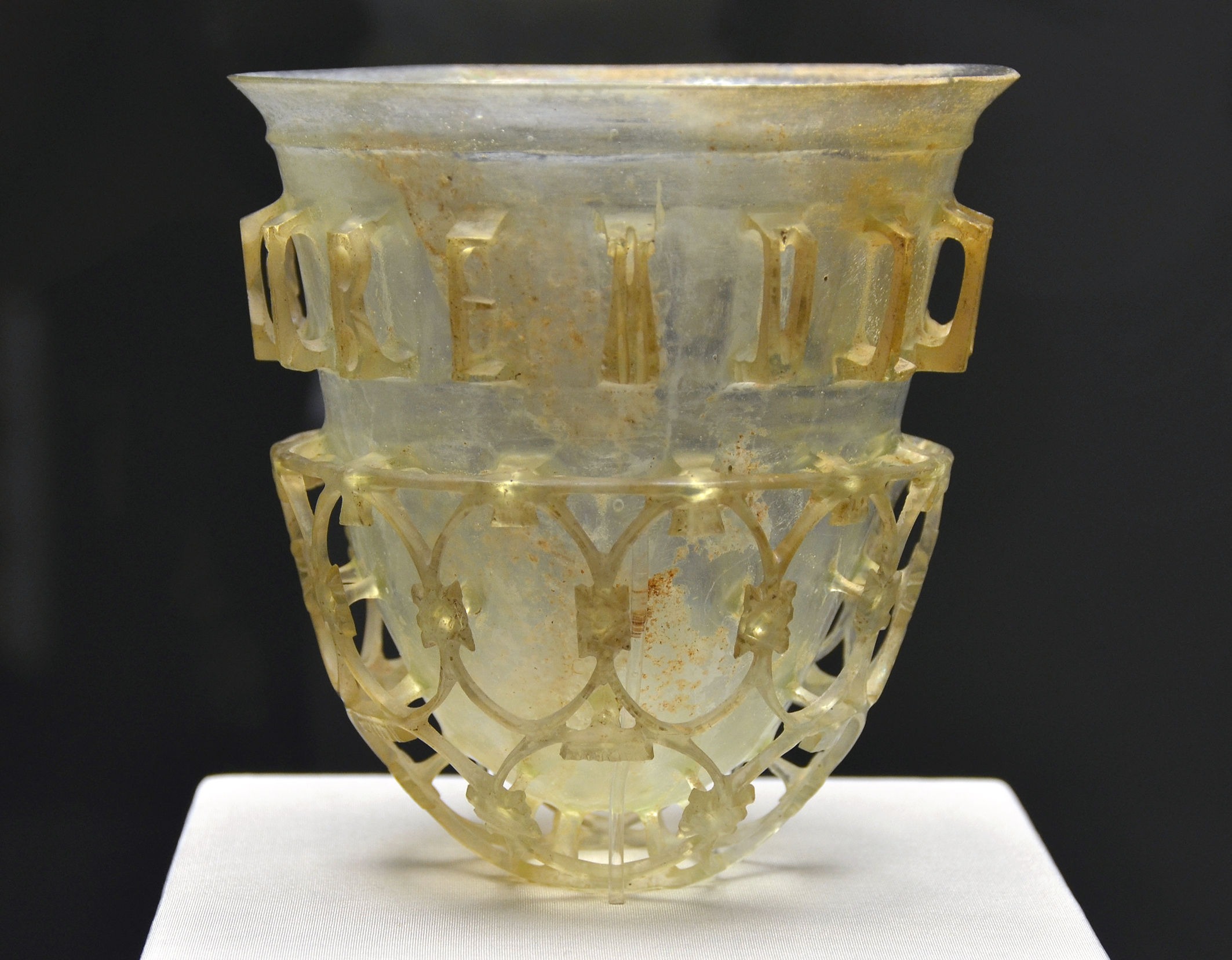
Чашка-клітка із Кельна, датована сер. IV. століття. Колекція Staatliche Antikensammlung, Мюнхен, Німеччина

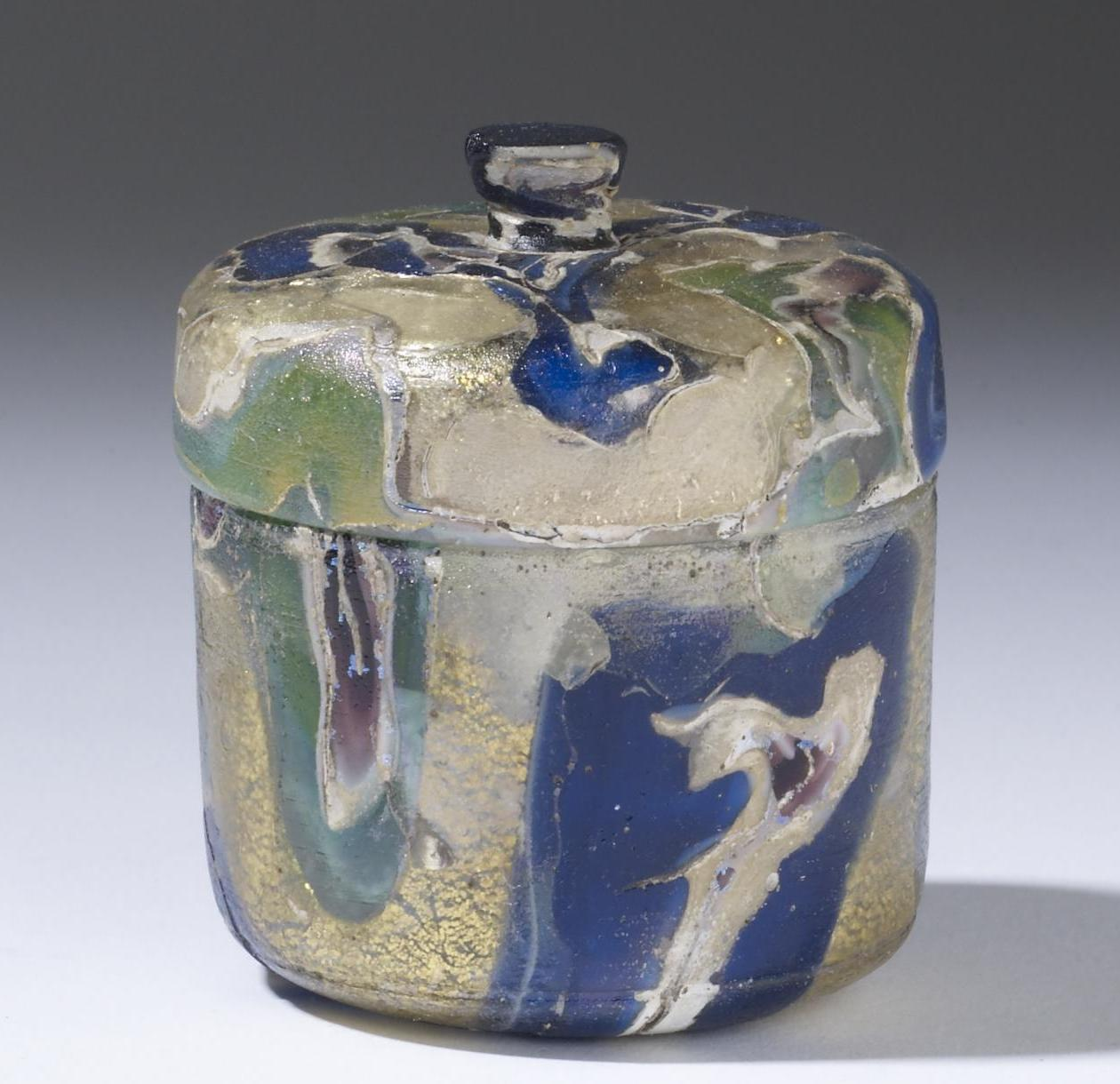
Цей піксіс є представником вишуканого римського скляного посуду, бл. кін. 1 століття до н. е. Художній музей Волтерса, Балтімор

Римські скляні предмети були знайдені по всій Римській імперії в побутовому, промисловому та поховальному контекстах. Скло використовувалося переважно для виробництва посуду, хоча також виготовлялися мозаїчні плитки та віконне скло. Римське виробництво скла розвивалося на основі елліністичних технічних традицій, спочатку зосереджуючись на виготовленні посуду з литого скла з інтенсивним забарвленням. Однак у I ст. н. е. галузь зазнала швидкого технічного розвитку, коли було запроваджено видувне скло та домінувало безбарвне або «аква» скло. Виробництво скляної сировини здійснювалося в географічно відокремлених місцях, а перероблення скла у готові посудини, і до кінця І століття нашої ери великомасштабне виробництво призвело до того, що скло стало загальнодоступним матеріалом у римському світі, який також включав технічно дуже складні спеціалізовані види розкішного скла, що, напевно, були дуже дорогими.

## Розвиток римської скляної культури

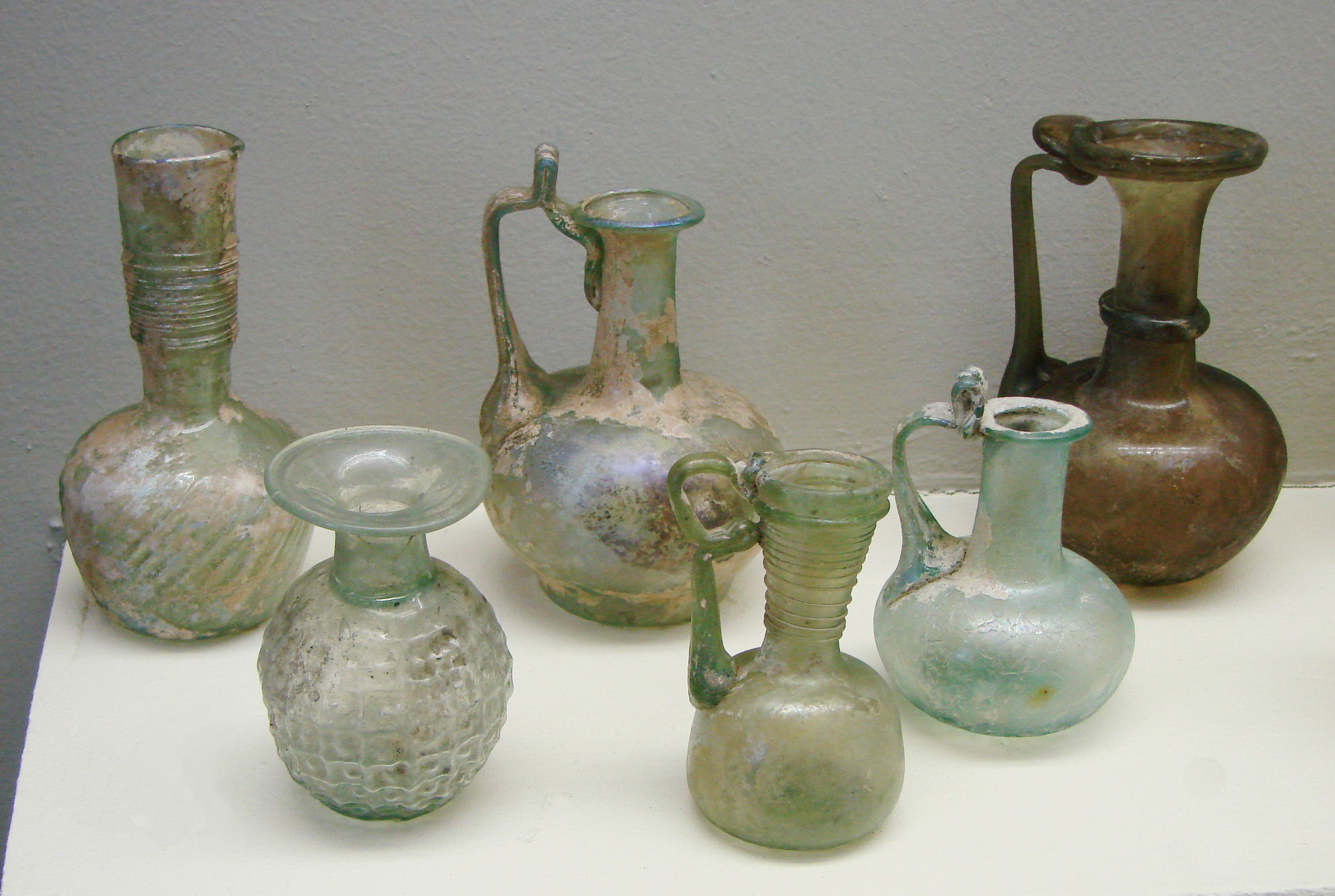
Римське скло 2 ст

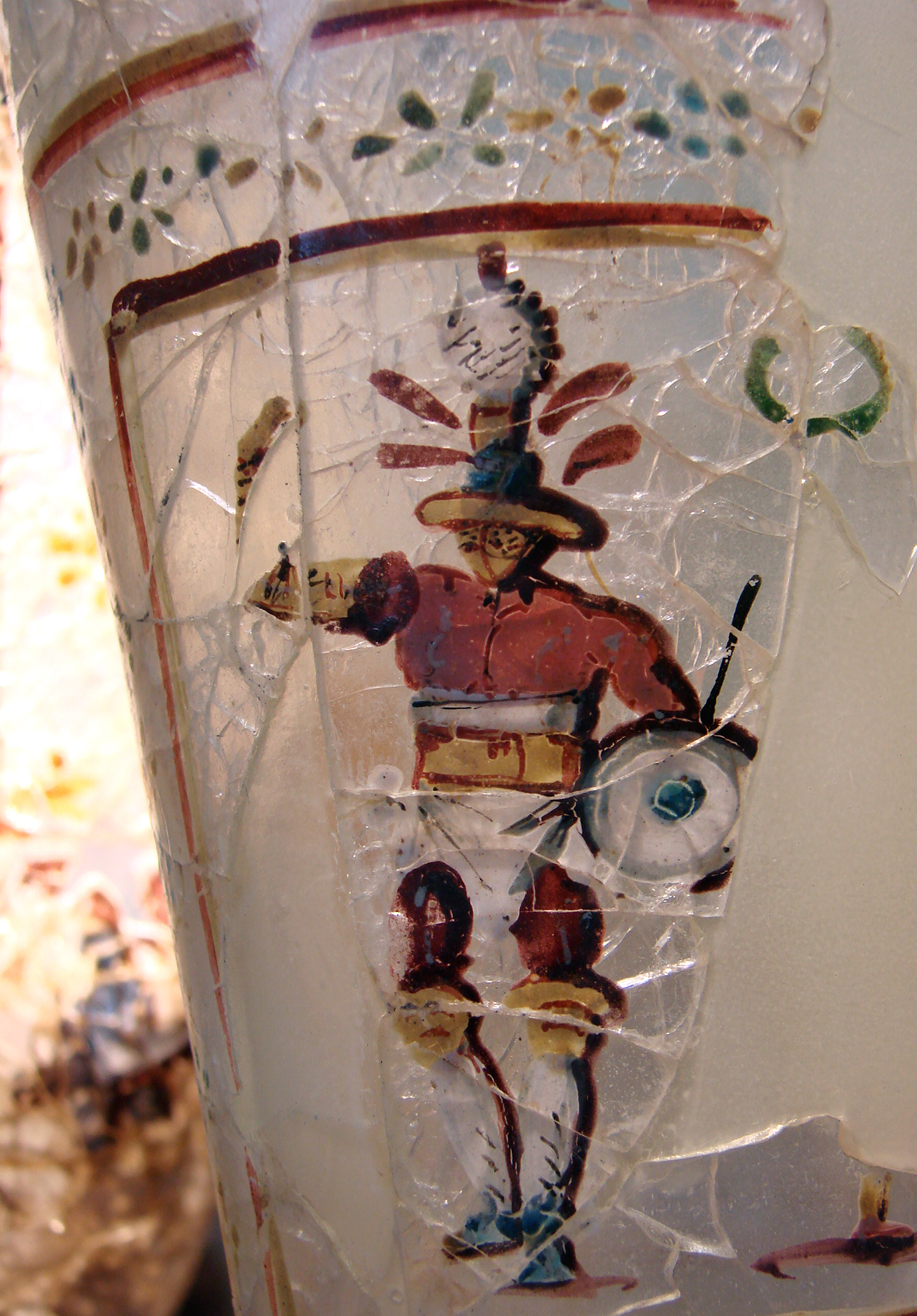
Емальований келих із зображенням гладіатора, знайдений у Беграмі, Афганістан, який колись був частиною Греко-Бактрійського царства, але перебував під владою Кушанської імперії в період Римського князівства, до якого належить цей келих, 52-125 рр. н. е. (хоча щодо точного датування існують наукові суперечки).

Попри зростання виробництва скла в елліністичному світі та зростання місця скла в матеріальній культурі, на початку 1 століття нашої ери в римському світі ще не існувало латинського слова для його позначення. Однак до кінця республіканського періоду скло вироблялося в римському контексті з використанням переважно елліністичних технік і стилів (див. скло, історія). Більшість технологій виробництва були трудомісткими, а початковим продуктом була товстостінна посудина, яка потребувала значної обробки. Це, у поєднанні з вартістю імпорту натрону для виробництва скломаси, сприяло обмеженому використанню скла та його позиціювання як дорогого і високостатусного матеріалу.

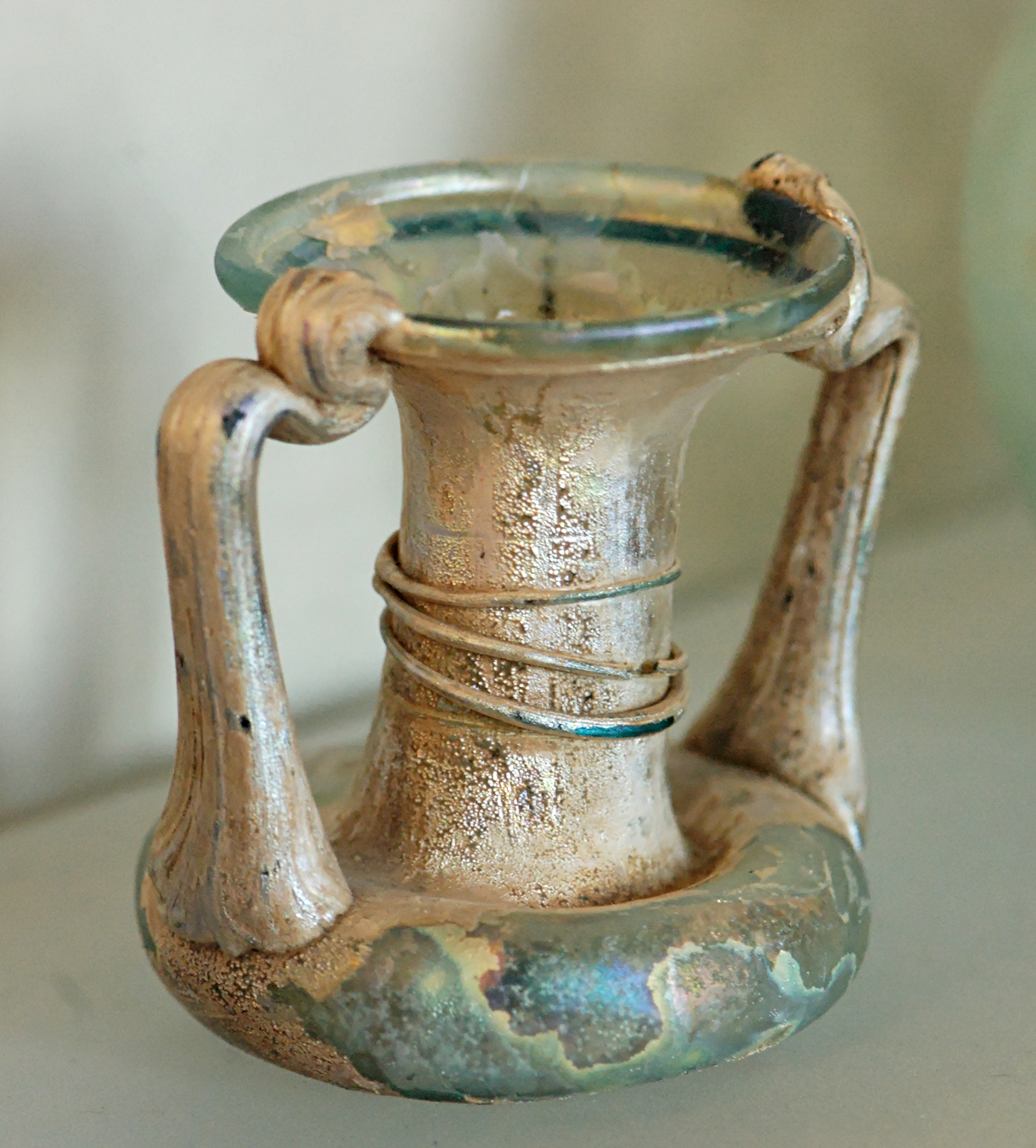
Скляний флакон з подвійною ручкою з Сирії, бл. 4 ст. н. е.
Таким чином, скляна промисловість була відносно другорядним ремеслом у республіканський період, хоча в перші десятиліття 1 століття н. е. кількість і різноманітність скляних посудин різко зросла. Це було прямим результатом значного зростання римського впливу наприкінці республіканського періоду, Pax Romana, що настав після десятиліть громадянської війни, та стабілізації держави, що відбулася за правління Августа. Однак, римські скляні вироби вже проникали із Західної Азії (тобто Парфянської імперії) до Кушанської імперії в Афганістані та Індії, а також аж до Китайської імперії Хань. Перше римське скло, знайдене в Китаї, походить з гробниці початку 1 століття до н. е. в Гуанчжоу, імовірно, через Південно-Китайське море.
На додаток до цієї важливої нової техніки у виробництві скла було впроваджено протягом 1-го століття нашої ери. Склодувна техніка дозволила склоробам виготовляти посудини зі значно тоншими стінками, зменшуючи кількість скла, необхідного для кожної посудини. Видування скла також було значно швидшим, ніж інші методи, і посудини вимагали значно меншої обробки, що представляло додаткову економію часу, сировини та обладнання. Хоча ранні техніки домінували протягом раннього періоду Августа та Юлія-Клавдія, до середини та кінця 1-го століття нашої ери від попередніх технік було в основному відмовлено на користь видування.
В результаті цих факторів собівартість виробництва знизилася, і скло стало доступним для ширшого прошарку суспільства у все більшому розмаїтті форм. До середини 1-го століття нашої ери це означало, що скляний посуд перетворився з цінного, престижного товару на загальнодоступний матеріал: «скляний кубок для пиття можна було купити за мідну монету» (Страбон, «Географія» XVI.2). Це зростання також призвело до виробництва перших скляних тессер для мозаїки та першого віконного скла, оскільки вдосконалення технології печей дозволило вперше виробляти розплавлене скло. Водночас, розширення імперії призвело до припливу людей та розширення культурних впливів, що призвело до прийняття східних декоративних стилів. Зміни, що відбулися в римській скляній промисловості в цей період, можна розглядати як результат трьох основних впливів: історичних подій, технічних інновацій та сучасної моди. Вони також пов'язані з модою та технологіями, що розвивалися в керамічному ремеслі, звідки було запозичено низку форм і технік.

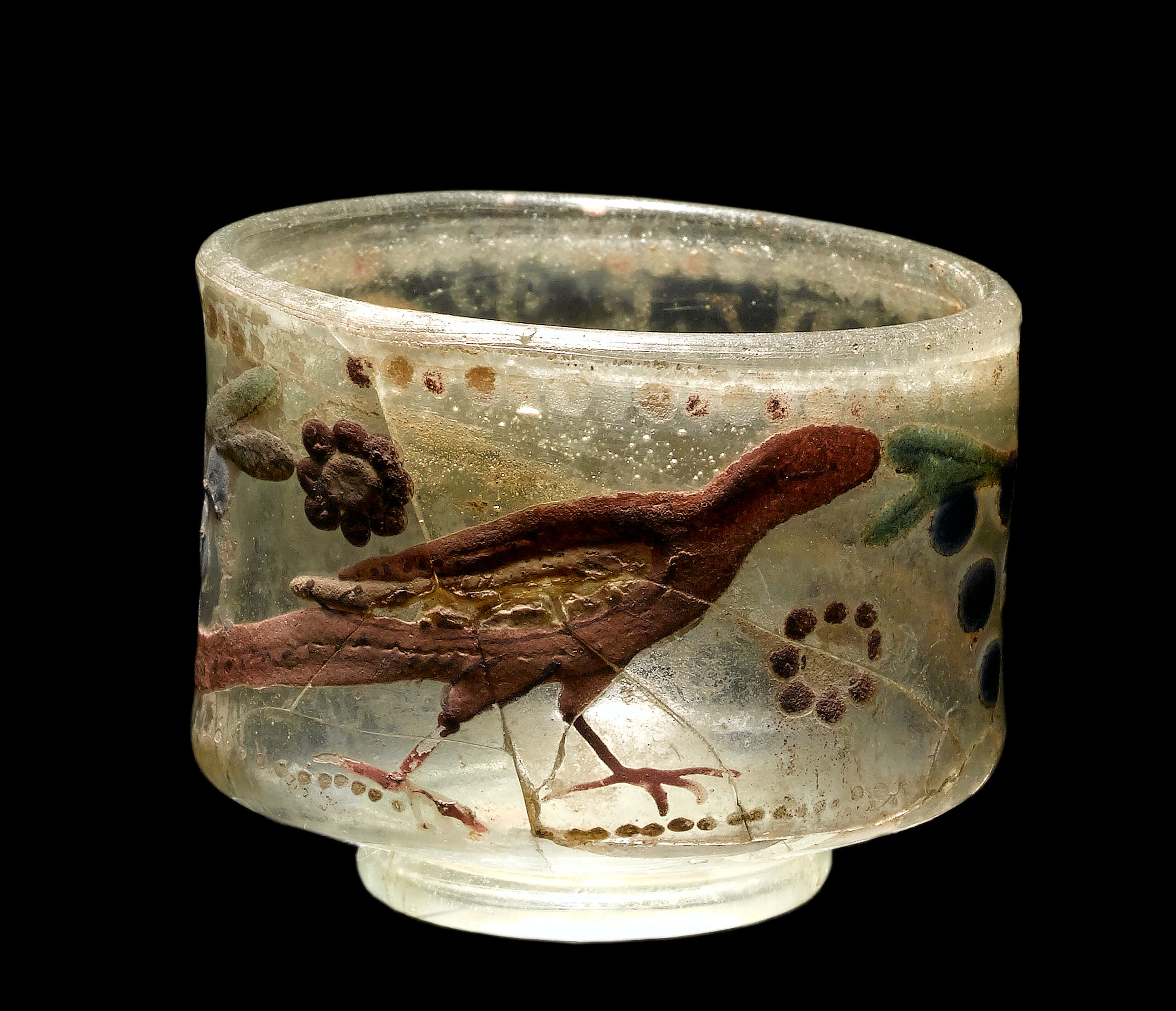
«Циркова мензурка» римського залізного віку, знайдена у Варпелеві, Данія

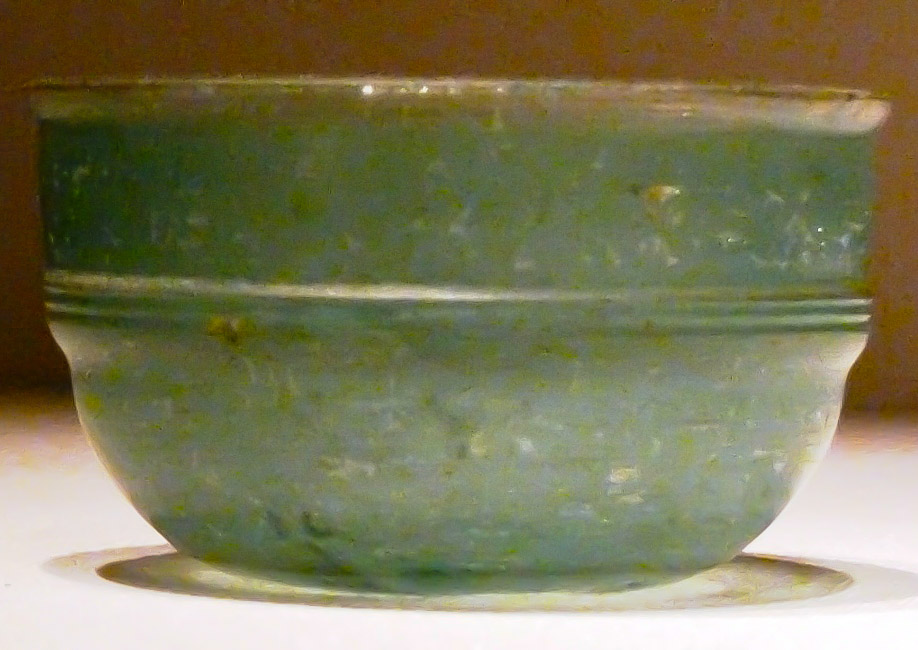
Зелена римська скляна чаша, знайдена в гробниці династії Східна Хань (25–220 рр. н. е.), Гуансі, Китай

Виробництво скла досягло свого піка на початку 2-го століття нашої ери, коли скляні предмети використовувалися для домашнього вжитку всіх видів. Основні технології виробництва видування та, меншою мірою, лиття, залишалися у використанні протягом решти римського періоду, змінивши типи посудин, але незначні зміни в технології. Починаючи з 2-го століття стилі стали дедалі більш регіональними, і докази вказують на те, що пляшки та закриті посудини, такі як unguentaria, переміщувалися як побічний продукт торгівлі їхнім вмістом, і багато з них, здається, відповідали римській шкалі вимірювання рідини. Збільшилося використання кольорового скла як декоративного доповнення до блідого та безбарвного скла, а металеві посудини продовжували впливати на форму скляних посудин. Після навернення Костянтина вироби зі скла почали швидше переходити від зображення язичницьких релігійних образів до християнських релігійних образів. Перенесення столиці до Константинополя омолодило східну скляну промисловість, а присутність римської армії в західних провінціях значною мірою запобігла будь-якому спаду там. До середини IV століття видування форм використовувалося лише спорадично.

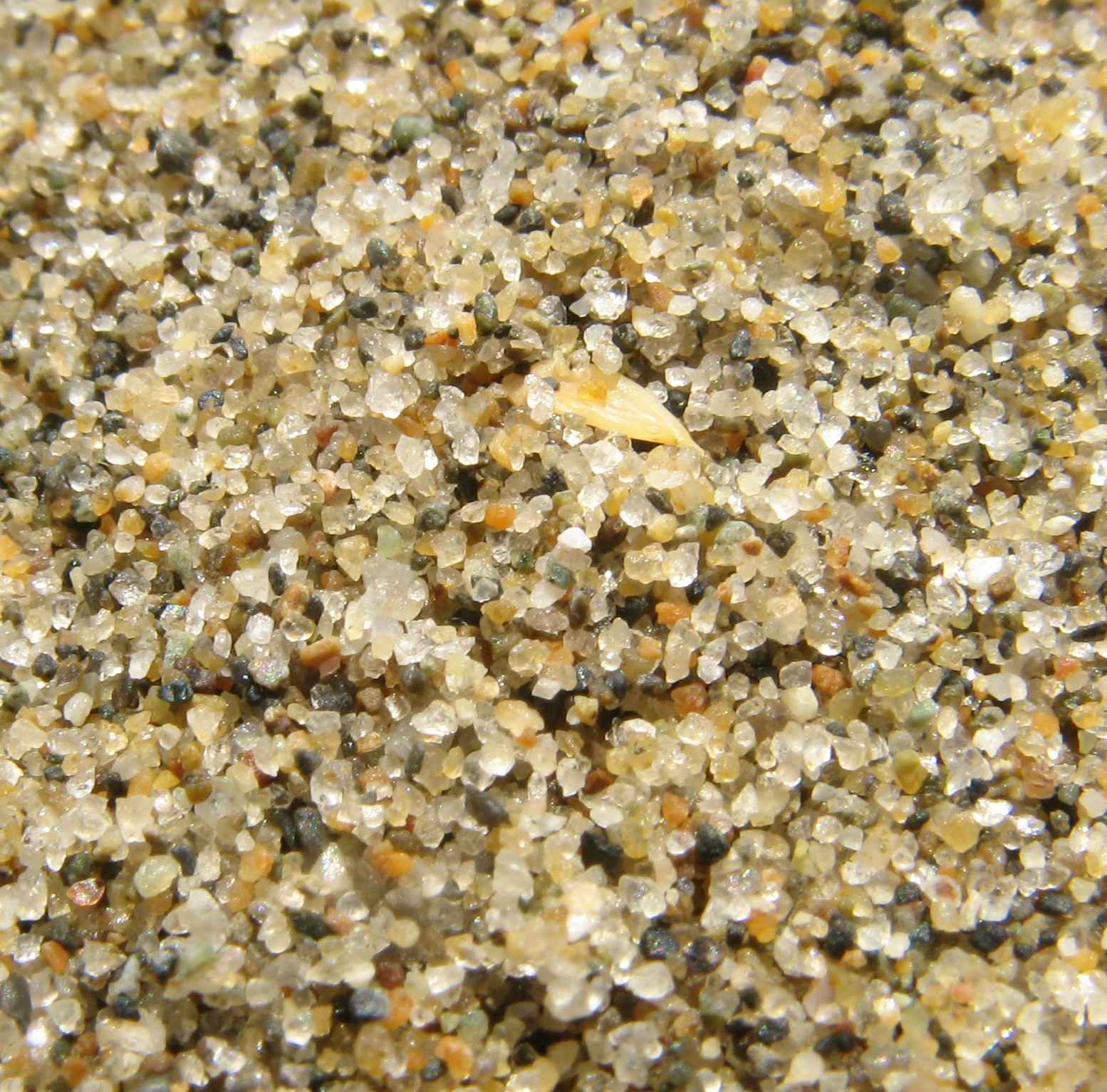
Збільшений план пляжного піску, основного компонента римського скла

Римське виробництво скла ґрунтувалося на застосуванні тепла для сплавлення двох основних компонентів: кремнезему та соди. Технічні дослідження археологічного скла поділяють інгредієнти скла на формовки, флюси, стабілізатори, а також можливі затемнювачі або барвники.
- Колишнє: Основним компонентом скла є кремнезем, який у римський період був піском (кварцом), що містить деяку кількість глинозему (зазвичай 2,5 %) і до 8 % вапна. Вміст глинозему варіюється, досягаючи максимуму близько 3 % у склі із Західної Імперії та залишаючись значно нижчим у склі з Близького Сходу. — Флюс: цей інгредієнт використовувався для зниження температури плавлення кремнезему для формування скла. Аналіз римського скла показав, що у виробництві скла використовували виключно соду (карбонат натрію). У цей період основним джерелом соди був натрон — природна сіль, що міститься в сухих озерних днах. Основним джерелом натрону в римський період було Ваді-ель-Натрун в Єгипті, хоча, можливо, існувало джерело і в Італії. — Стабілізатор: Скло, утворене з кремнезему і соди, є природно розчинним і потребує додавання стабілізатора, такого як вапно або магнезія. Вапно було основним стабілізатором, що використовувався в римський період, і потрапляло до скла через вапняні частинки пляжного піску, а не як окремий компонент.

## Декоративні техніки

### Візерункизі скла

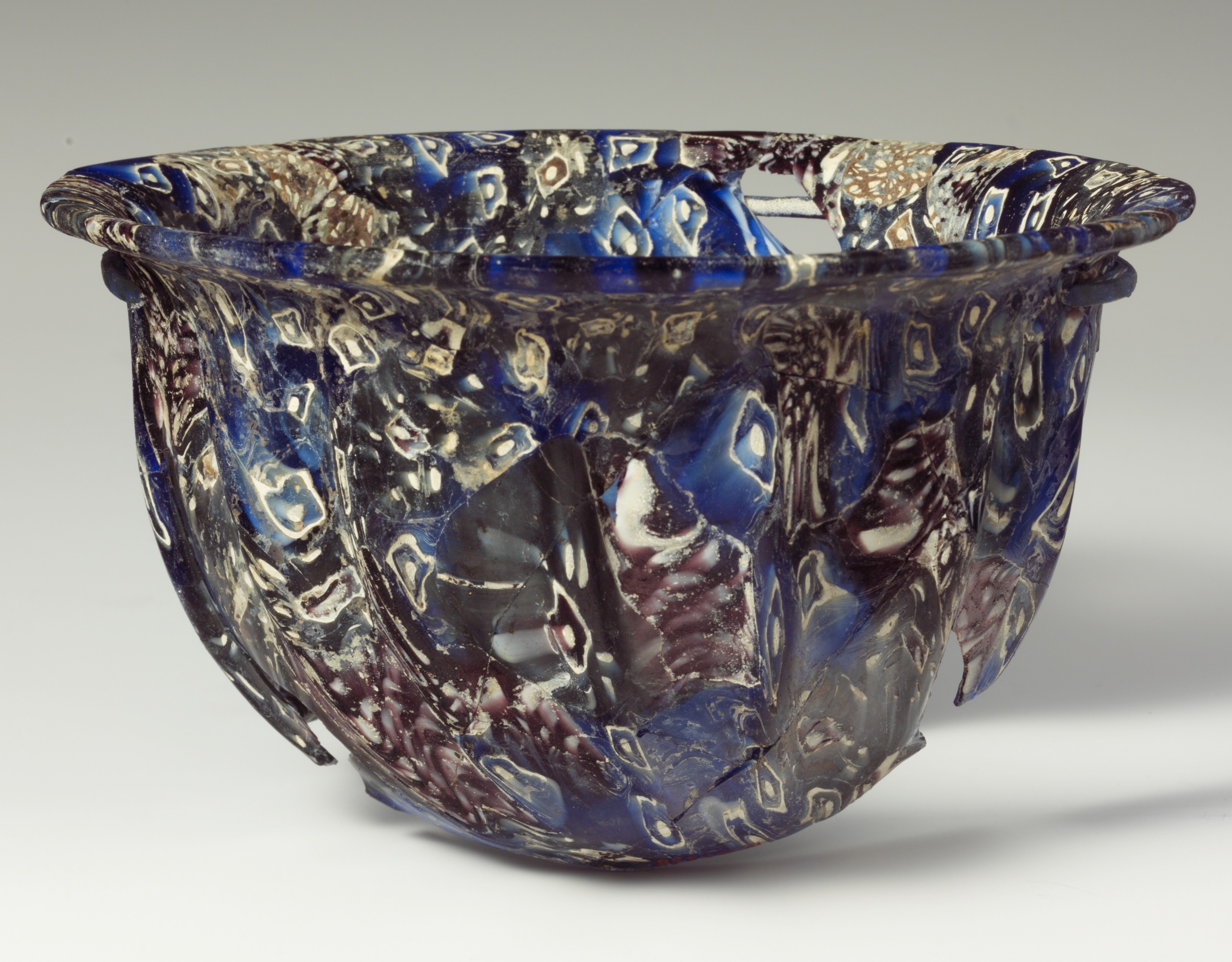
Ребриста чаша з мозаїчного скла в Музеї Метрополітену

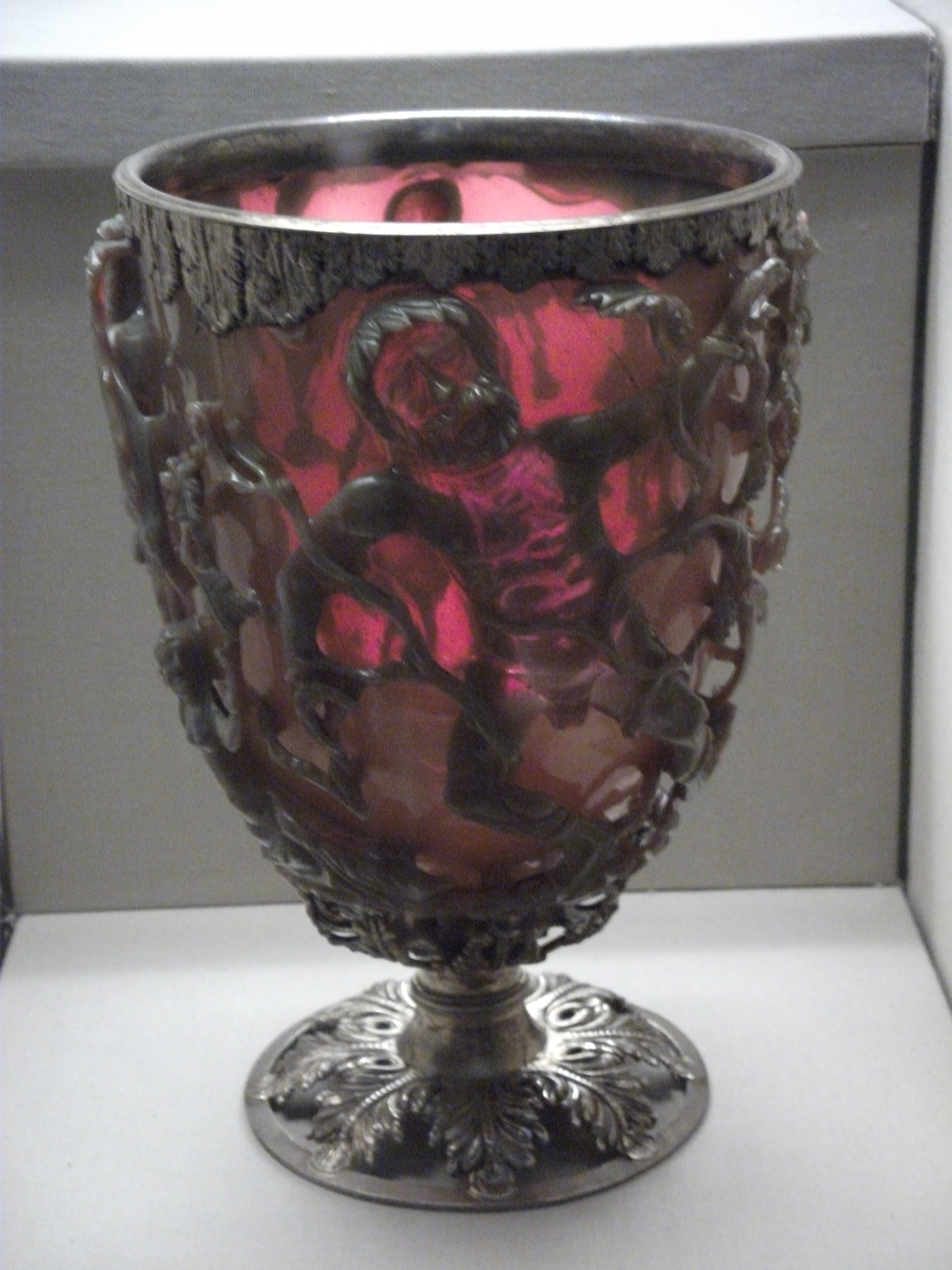
Чаша Лікурга, дихроїчна (зміна кольору) чаша-клітка, освітлена ззаду, із сучасною ніжкою та обідком.

Скляні листи, що використовувалися для гутного скла, могли бути виготовлені з однотонного або різнокольорового скла, або навіть складатися з «мозаїчних» шматочків. Пізніше виробництво цих предметів розвинулося в сучасні техніки гутного скла та міллефіорі, але помітно відрізняється від них. Виявлено шість основних зразків «мозаїчного» скла:
- Квіткові (millefiori) та спіральні візерунки: Їх виготовляли шляхом скріплення стрижнів кольорового скла, нагрівання та сплавлення в єдине ціле. Потім їх розрізали в поперечному перерізі, і отримані диски можна було сплавляти разом, створюючи складні візерунки. Крім того, дві смужки скла контрастного кольору можна було сплавляти разом, а потім намотувати на скляний стрижень, поки він ще гарячий, щоб отримати спіралеподібний візерунок. Поперечні зрізи також розрізали, і їх можна було сплавляти разом, утворюючи тарілку, або сплавляти зі звичайним склом.
- Мармурові та крапчасті візерунки: Деякі з цих візерунків, очевидно, утворилися внаслідок спотворення оригінального малюнка під час опускання скляної пластини під час плавлення. Однак, використовуючи спіральні та кругові візерунки з чергуванням кольорів, виробники також змогли навмисно імітувати зовнішній вигляд натуральних каменів, таких як сардонікс. Найчастіше це зустрічається на стовпчиках-мисках, які є одними з найпоширеніших скляних знахідок на городищах 1 століття.
- Мереживні візерунки: Смужки кольорового скла скручували з контрастною кольоровою скляною ниткою перед тим, як сплавляти їх разом. Цей метод був популярним у ранній період, але, схоже, вийшов з моди до середини 1-го століття нашої ери.
- Смугасті візерунки: відрізки монохромного та мереживного скла були злиті разом для створення яскравих смугастих візерунків. Ця техніка розвинулась із техніки мереживних візерунків протягом останніх десятиліть 1-го століття нашої ери.[3]